# Comandante supremo aliado de Transformación
El comandante supremo aliado de Transformación (en inglés: Supreme Allied Commander Transformation, SACT) es el comandante del Mando Aliado de Transformación (ACT) de la Organización del Tratado del Atlántico Norte (OTAN), responsable ante el Comité Militar de la OTAN —la máxima autoridad militar de la organización— de promover y supervisar la continua transformación de las fuerzas y capacidades de la Alianza Atlántica.
Desde 2009, año en que Francia decidió participar plenamente en las estructuras de la OTAN tras su retirada de la estructura militar integrada en 1966, un oficial de las Fuerzas Armadas de Francia ha ocupado el cargo.
El actual SACT, el general André Lanata, ocupa el cargo desde el 11 de septiembre de 2018.

## Lista de titulares
|    | Nombre                        | Foto | Ejército                                | Comienzo                 | Final                    | Ref.  |
| -- | ----------------------------- | ---- | --------------------------------------- | ------------------------ | ------------------------ | ----- |
| 1. | Almirante Edmund Giambastiani |      | Armada de los Estados Unidos            | 19 de junio de 2003      | 19 de junio de 2005      | [ 4 ] |
| 2. | General Lance L. Smith        |      | Fuerza Aérea de los Estados Unidos      | 10 de noviembre de 2005  | 9 de noviembre de 2007   | [ 5 ] |
| 3. | General Jim Mattis            |      | Cuerpo de Marines de los Estados Unidos | 9 de noviembre de 2007   | 9 de septiembre de 2009  | [ 6 ] |
| 4. | General Stéphane Abrial       |      | Ejército del Aire de Francia            | 9 de septiembre de 2009  | 28 de septiembre de 2012 | [ 7 ] |
| 5. | General Jean-Paul Paloméros   |      | Ejército del Aire de Francia            | 28 de septiembre de 2012 | 30 de septiembre de 2015 | [ 8 ] |
| 6. | General Denis Mercier         |      | Ejército del Aire de Francia            | 30 de septiembre de 2015 | 11 de septiembre de 2018 | [ 9 ] |
| 7. | General André Lanata          |      | Ejército del Aire de Francia            | 11 de septiembre de 2018 | Titular                  | [ 3 ] |